# 8-ヒドロキシグアノシン
8-ヒドロキシグアノシン (8-Hydroxyguanosine) は、ヌクレオシドの1つで、グアノシンの酸化誘導体である。8-ヒドロキシグアノシン濃度の測定は、活性酸素の生物指標に使われる。